# 工業技術研究院產業學院

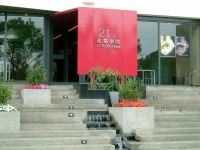
產業學院外觀

工研院產業學院（簡稱產業學院，英文簡寫：ITRI College）位於台灣新竹縣竹東鎮，是工業技術研究院銜接研究發展與研發服務的新模式。在新竹市、台北市、台中市、台南市、高雄市等地皆設有學習中心。
工研院產業學院主要是以教學計劃協助產業升級與轉型，同時也協助工研院內各所和中心的產業教育和對於產業界的服務，此外亦協助政府擬訂國家人才發展策略，並建立完備的人才發展制度，使企業得以更容易孕育專業與跨領域人才。

## 緣起
- 依據行政院「挑戰2008：國家發展重點計畫」下之「國際創新研發基地」與「產業高值化」兩計畫，首重產業科技人才的效能。
- 民國91年12月16日，經濟部「經科字第09103373120號函」：經濟部將本院籌設工研院產業學院之工作列為因應產業結構轉型、提昇國家經濟競爭力刻不容緩的工作，陳報行政院。『「產業學院」之籌設條件…綜觀現今國內企業、大學或研究機構，以工研院較為齊全...』。
- 民國92年6月，經濟部技術處負責積極推動工研院產業學院計畫。

## 任務與願景
- 任務

執行工研院員工訓練，厚植人才資本，使工研院成為世界級的研發組織；並依據產業人才職能需求，以工研院四十年來蓄積深厚的研發能量為基礎，匯聚工研院研發成果、領域專家，及先進的機儀設備與環境等各項資源，依據市場與職能需求，發展多元學習模式設計基礎並辦理各類科技專業學程，為產業升級與企業轉型建立核心人才。另一方面產業學院持續研究先進國家人才發展策略，不僅協助政府擬定新興產業人才政策與培訓計畫，亦協助推動我國職能基準、人才認證及發展的機制， 期望為台灣人才競爭力建立堅實的基礎與優勢。
- 願景

成為「培育新世紀產業創新人才」的標竿機構

## 人力組織
- 執行長：周怡君(工業技術研究院副總)
- 副執行長：賴昶樺
- 數位總監：廖肇弘
- 企畫與推廣組組長：陳婉儀
- 產業人才培訓組組長：廖肇弘(兼任)
- 產業人才研究組組長：賴昶樺(兼任)

## 相關聯結
- 工研院產業學習網 （页面存档备份，存于）
- 工研院產業學院官方粉絲團 （页面存档备份，存于）
- 工研院產業學院youtobe頻道 （页面存档备份，存于）
- 工業技術研究院 （页面存档备份，存于）
- 經濟部產業人才能力鑑定推動網 （页面存档备份，存于）